# Ernesto Prinoth
Ernesto Prinoth (Ortisei, 15 aprile 1923 – Innsbruck, 26 novembre 1981) è stato un pilota automobilistico italiano.

## Carriera
Nel 1961 prese parte con una Lotus 18 a 5 gare di Formula 1 non valide per il Campionato Mondiale finendo due volte a podio.
L'anno seguente si iscrisse al Gran Premio d'Italia non riuscendo a centrare la qualificazione.
Nel 1963 corse i Gran Premi di Imola e d'Austria.
Prinoth è stato un pioniere per la costruzione dei gatti delle nevi.
Dopo il ritiro dalla carriera automobilistica fondò la Prinoth, costruttrice di veicoli per la preparazione delle piste da sci con sede principale a Vipiteno.
Nel 2015 la Ferrari 250 GTO che era stata di sua proprietà venne venduta all'asta presso Bonhams a Los Angeles per 38 milioni di dollari 

## Risultati in Formula 1
| 1962 | Scuderia   | Vettura  |  |  |  |  |  |  |    |  |  |  |  | Punti | Pos. |
| ---- | ---------- | -------- |  |  |  |  |  |  | -- |  |  |  |  | ----- | ---- |
| 1962 | Jolly Club | Lotus 18 |  |  |  |  |  |  | NQ |  |  |  |  | 0     |      |

| Legenda | 1º posto     | 2º posto | 3º posto    | A punti         | Senza punti/Non class.  | Grassetto – Pole position Corsivo – Giro più veloce |
| Legenda | Squalificato | Ritirato | Non partito | Non qualificato | Solo prove/Terzo pilota | Grassetto – Pole position Corsivo – Giro più veloce |